# France au Concours Eurovision de la chanson 1996
La France a participé au Concours Eurovision de la chanson 1996 à Oslo, en Norvège. C'est la 39e participation de la France au Concours Eurovision de la chanson.
Le pays est représenté par Dan Ar Braz et l'Héritage des Celtes et la chanson Diwanit bugale, sélectionnés en interne par France 2.

## Sélection interne
France 2 choisit l'artiste et la chanson en interne pour représenter la France au Concours Eurovision de la chanson 1996.
Lors de cette sélection, c'est le guitariste et auteur-compositeur-interprète d'origine bretonne Dan Ar Braz avec son groupe l'Héritage des Celtes et la chanson Diwanit bugale, chanson entièrement en breton, qui furent choisies. Le choix est commenté par la presse et suscite quelquefois la critique, y compris de politiciens et d'éditorialistes. C'est la première fois qu'une chanson représentant la France ne soit pas interprétée, au moins partiellement, en français.

## À l'Eurovision
Dan Ar Braz et l'Héritage des Celtes interprètent Diwanit bugale en 13e position lors du concours suivant la Norvège et précédant la Slovénie. Au terme du vote final, la France termine 19e sur 23 pays avec 18 points,. Pourtant les bookmakers prévoyaient la 4e place pour la France. Ce résultat serait dû à un vote sanction contre la France dans un contexte de relance des essais nucléaires dans le Pacifique mal perçues par l'opinion publique européenne et scandinave, Dan Ar Braz a constaté l'accueil froid et un « sabotage » par les ingénieurs du son. Le chanteur n'a pas de regrets sur la participation mais est triste face au fait que la géopolitique supplante la musique,,.

### Points attribués par la France
| 12 points | Autriche    |
| 10 points | Pays-Bas    |
| 8 points  | Royaume-Uni |
| 7 points  | Norvège     |
| 6 points  | Irlande     |
| 5 points  | Portugal    |
| 4 points  | Turquie     |
| 3 points  | Suède       |
| 2 points  | Chypre      |
| 1 point   | Estonie     |

### Points attribués à la France
| 12 points | 10 points | 8 points  | 7 points   | 6 points                 |
| --------- | --------- | --------- | ---------- | ------------------------ |
|           |           |           | - Belgique |                          |
| 5 points  | 4 points  | 3 points  | 2 points   | 1 point                  |
|           | - Norvège | - Estonie | - Finlande | - Portugal - Royaume-Uni |